# Исаия (Сланинка)
Епи́скоп Иса́ия (чеш. Biskup Izaiáš, в миру Игорь Сланинка, чеш. Igor Slaninka; 25 июня 1980, Собранце, Чехословакия) — архиерей Православной церкви Чешских Земель и Словакии, епископ Оломоуцкий и Брненский с 2024 года. До этого служил как викарий Оломоуцкой и Брненской епархии с титулом епископ Шумперкский (2015—2024).

## Биография
Родился 25 июня 1980 года в православной семье в городе Собранце в восточной Словакии.
Окончил начальную школу в Собранцах и Среднего промышленную электротехническую школу в Михаловцах.
В период с 1998 по 2003 год учился на Православной богословском факультете Прешовского университета, после чего работал в детском доме. Приезжал в качестве паломника в Монастырь преподобного Иова Почаевского в Мюнхене.
В 2005 году переехал в город Мост в северной Чехии, где стал насельником монастыря святого Прокопа Сазавского, основанного Митрополитом Дорофеем (Филиппом), кроме того стал секретарём митрополичьего совета Православной Церкви Чешских земель и Словакии.
24 марта 2007 года в храме Рождества Пресвятой Богородицы в Мосте поставлен в псаломщика и иподиакона. 28 мая того же года в Мосту пострижен в иночество.
18 июня 2008 года получил учёное звание доктора богословия, защитив в богословском факультете Прешовского университета работу на тему: «Историко-канонический взгляд на автокефалию нашей Православной церкви в чешских землях и Словакии».
17 ноября 2008 года поступил на послушником в Монастырь преподобного Иова Почаевского в Мюнхене в Германии.
28 мая 2009 года в Лавре святого Харитона вблизи Иерусалима был пострижен в мантию архиепископом Берлинско-Германским и Великобританским Марком (Арндтом) с именем Исаия в честь Исаии Ростовского.
11 сентября 2010 года в кафедральном храме святых апостолов Петра и Павла в Шабаце в Сербии был рукоположён в сан диакона епископом Шабацким Лаврентием.
1 ноября 2010 года в Праге митрополитом Христофором был возведён в сан архидиакона.
30 ноября 2010 года в кафедральном соборе святых новомучеников и исповедников Российских и святителя Николая в Мюнхене на торжествах по случаю 30-летия архипастырского служения архиепископа Берлинско-Германского и Великобританского Марка митрополит Волоколамский Иларион (Алфеев) по просьбе Митрополита Чешских земель и Словакии Христофора совершил хиротонию иеродиакона Исаии (Сланинки) в сан иеромонаха.
28 декабря 2010 года в Мюнхене архиепископом Марком был возведён в сан игумена.
23 февраля 2011 года поступил на приход в городе Мосте.
6 июля 2011 года стал настоятелем монастыря святого Прокопия Сазавского в Мосте.
6 ноября 2011 года митрополитом Христофором был возведён в сан архимандрита.
15 ноября 2014 года на епархиальном собрании в Брне был избран викарием епископа Симеона (Яковлевича). 20 ноября 2014 епархиальным советом Оломоуцко-Брненской епархии избран директором.
6 февраля 2015 года в Вене состоялась встреча, в которой приняли участие архиереи Константинопольского Патриархата — митрополиты Галльский Эммануил (Адамакис) и Австрийский Арсений (Кардамакис). В ходе встречи было принято решение об архиерейской хиротонии архимандрита Исаии (Сланинки) с целью создания «альтернативного синода» Православной Церкви Чешских земель и Словакии.
22 февраля 2015 года в кафедральном соборе в Брно архиепископ Оломоуцкий и Брненский Симеон в сослужении епископа Тихона (Холлоши) совершил хиротонию архимандрита Исаии (Сланинки) епископа Шумперкского. Хиротония не была признана главой Православной церкви Чешских Земель и Словакии митрополитом Ростиславом (Гонтом).
3 марта 2015 года в Стамбуле участвовал в официальной встрече с членами комиссии по каноническим вопросам при Константинопольском патриархате в составе: митрополит Пергамонский Иоанн (Зизиулас), митрополит Галльский Эммануил (Адамакис), митрополит Филадельфийский Мелитон (Карас), архимандрит Варфоломей (Самарас), о. Амвросий. В рамках переговоров участники рассматривали соглашение, заключённое 6 февраля 2015 года в Вене, которым регулируются «условия надлежащего развития» внутренней жизни Православной церкви в Чешских землях и Словакии.
14 января 2016 года на заседании Священного Синода Константинопольской православной церкви было принято единодушное решение в интересах возобновления единства о том, что (Пункт 5) «На основании икономии без создания канонического прецедента будут признаны каноническими иерархи Церкви в Чешских землях и в Словакии: а) иеромонах Михаил (Дандар) — митрополитом Пражским; б) архимандрит Исаия (Сланинка) — викарным епископом митрополита Оломоуцко-Брненского с титулом епископ Шумперкский.»
20 ноября 2019 года епископ Исаия сослужил предстоятелю ПЦУ митрополиту Киевскому Епифанию (Думенко) несмотря на то, что Православная церковь Чешских Земель и Словакии не признавала ПЦУ. 17 декабря того же года Синод ПЦЧЗС, рассмотрев данный случай, постановил, что настаивает на своей позиции, принятой на февральском заседании, о сохранении «сдержанного отношения» к Православной Церкви Украины до достижения всеправославного консенсуса по вопросу ее автокефалии. К самому епископу Исаии не было применено никаких канонических санкций.
20 апреля 2024 года был избран епископом Оломоуцким и Брненским, получив 58 из 59 действительных голосов в ходе тайного голосования. 18 мая 2024 года в кафедральном соборе Святого Горазда в Оломоуце состоялась его интронизация.